# Fokker 70
Fokker 70 er et tomotoret jetfly der er udviklet og produceret af den hollandske flyproducent Fokker. Flyet har plads til omkring 80 passagerer i den europæiske version, og er en mindre model af typen Fokker 100. Fra 1993 til 1997 blev der i alt produceret 48 eksemplarer af typen.
Flyet fik sine endelige godkendelser 14. oktober 1994, og en måned senere blev første eksemplar overdraget til en kunde. Det var Ford Motor Company der havde købt et eksemplar til brug som businessjet. Det nu lukkede indonesiske flyselskab Sempati Air blev det første der indsatte Fokker 70 i kommerciel drift. I 2009 var alle producerede fly stadigvæk i drift hos forskellige selskaber.